# Vigo Meulengracht Madsen
Vigo Meulengracht Madsen (Vejle, 1889. november 13. – Gentofte, 1979. június 17.) olimpiai bronzérmes dán tornász.
Az 1908. évi nyári olimpiai játékokon indult tornában és a összetett csapatversenyben 4. lett.
Az 1912. évi nyári olimpiai játékokon is indult tornában és a szabadon választott gyakorlatok csapatversenyben bronzérmes lett.
Klubcsapata a HG volt.
Testvérei, Svend Meulengracht Madsen olimpiai bajnok tornász és Hans Meulengracht Madsen olimpiai ezüstérmes vitorlázó.